# OKK Novi Pazar
O Omladinski Košarkaški klub Novi Pazar (em sérvio:  Омладински кошаркашки клуб Нови Пазар), conhecido também apenas como Novi Pazar, é um clube de basquetebol baseado em Novi Pazar, Sérvia que atualmente disputa a KLS. Manda seus jogos no Pavilhão esportivo Pendik com capacidade para 1.600 espectadores.

## Histórico de Temporadas
| Temporada | Nível | Liga  | Pos. | J     | PL | Resultado           |
| --------- | ----- | ----- | ---- | ----- | -- | ------------------- |
| 2011-12   | 3     | 1.MRL | 2º   | 13-1  |    |                     |
| 2012-13   | 3     | 1.MRL | 6º   | 13-10 |    |                     |
| 2013-14   | 3     | 1.MRL | 7º   | 11-15 |    |                     |
| 2014-15   | 3     | 1.MRL | 7º   | 12-14 |    |                     |
| 2015-16   | 3     | 1.MRL | 6º   | 14-12 |    |                     |
| 2016-17   | 3     | 1.MRL | 2º   | 22-4  |    | Promovido           |
| 2017-18   | 2     | 2.MLS | 2    | 21-5  |    | Promovido finalista |

fonte:eurobasket.com